# Stockton-on-Tees (borough)
Stockton-on-Tees – dystrykt o statusie borough i unitary authority w hrabstwach ceremonialnych Durham i North Yorkshire w północno-wschodniej Anglii (region Tees Valley). W 2011 roku dystrykt liczył 191 610 mieszkańców.
Do North Yorkshire należą części na południe od rzeki Tees, w tym miasta Thornaby-on-Tees i Yarm oraz inne miejscowości m.in. High Leven, Hilton, Kirklevington, Low Leven i Maltby.
Części na północ od rzeki, w tym samo miasto Stockton-on-Tees, należą do hrabstwa Durham. Tu znajdują się także miasta Billingham i Eaglescliffe oraz inne miejscowości m.in. Aislaby, Bishopsgarth, Carlton, Cowpen Bewley, Egglescliffe, Elton, Fairfield, Foxton, Grindon, Hardwick, Longnewton, Mount Pleasant, Norton, Port Clarence, Redmarshall, Roseworth, Stillington, Thorpe Larches, Thorpe Thewles, Urlay Nook, Whinney Hill, Whitton i Wolviston.